# Candidatus Phytoplasma asteris
Candidatus Phytoplasma asteris là một loài Mollicutes trong họ Acholeplasmataceae. Loài này được miêu tả khoa học đầu tiên năm.
Đây là loài gây hại của các cây trong chi Paulownia, phát triển phổ biến ở Trung Quốc.